# Straßenradsport-Weltmeisterschaften 1972
Die Straßenradsport-Weltmeisterschaften 1972 fanden am 5. und 6. August im französischen Gap statt. Wegen der Olympischen Spiele in München im selben Jahr wurde nur zwei Wettbewerbe ausgetragen, das Rennen der Profis und das der Frauen.

## Renngeschehen
Die Strecke in Gap führte über einen 15,142 Kilometer langen Rundkurs, den die Profis 18-mal und die Frauen viermal zu absolvieren hatten.
Im Rennen der Profis gingen 89 Fahrer an den Start, von denen weniger als die Hälfte – 42 – ins Ziel kamen. Das Rennen wurde durch einen Spurt aus einer zehnköpfigen Spitzengruppe entschieden. Favorit Eddy Merckx, dessen zwei Helfer hatten aufgeben müssen, versuchte mehrfach vergeblich, sich nach vorne abzusetzen. Wenige Meter vor dem Ziel sah der Italiener Franco Bitossi schon wie der sichere Sieger aus, wurde jedoch noch praktisch in letzter Sekunde von seinem Landsmann Marino Basso überholt. Bester Deutscher war Karl-Heinz Muddemann als 13.
Bei den Frauen siegte die Französin Geneviève Gambillon, die selbst davon überrascht war, die starken sowjetischen Fahrerinnen, darunter die zweifache Weltmeisterin Anna Konkina, hinter sich gelassen zu haben. Der Radsport schrieb anerkennend: „Die junge Französin Gambillon gefiel durch eine rationelle Fahrweise und taktische Cleverneß.“

## Ergebnisse

### Frauen
Straßeneinzelrennen über 60,572 km
| Platz | Athlet               | Land | Zeit                    |
| 1     | Geneviève Gambillon  | FRA  | 1:38:41 h (26,828 km/h) |
| 2     | Ljubow Sadoroschnaja | URS  | gleiche Zeit            |
| 3     | Raissa Obodowskaja   | URS  | gleiche Zeit            |

### Männer – Profis
Straßeneinzelrennen über 272,574 km
| Platz | Athlet          | Land | Zeit                    |
| ----- | --------------- | ---- | ----------------------- |
| 1     | Marino Basso    | ITA  | 7:05:59 h (38,392 km/h) |
| 2     | Franco Bitossi  | ITA  | gleiche Zeit            |
| 3     | Cyrille Guimard | FRA  | gleiche Zeit            |